# Friedrich Candidus
Friedrich „Fritz“ Candidus (* 1904 in Darmstadt; † im Juli 1986 in Bad Windsheim) war ein deutscher Heimatdichter und Oberlehrer.

## Leben
Friedrich Candidus studierte nach dem Besuch des Gymnasiums Theologie und begann 1926 seine geistliche Laufbahn in der Mark Brandenburg. Nach einer Entsendung nach Brasilien verließ er schon 1928 den kirchlichen Dienst und wurde Schauspieler, Propagandist und Substitut in einem Kaufhaus. Im Zweiten Weltkrieg wurde Candidus 1940 Soldat; 1945 wurde er von Holland aus entlassen. Danach trat er in den bayerischen Schuldienst ein und wurde Lehrer. Seine erste Stelle trat er in Laubenzedel bei Gunzenhausen an, bevor er im April 1946 Lehrer in Merkendorf wurde.
Neben dem Schuldienst engagierte sich Candidus in den örtlichen Vereinen. Er regte die Gründung des Heimatvereins Merkendorf u. Umg. 1949 e. V. an, den er selbst auch lange Jahre leitete und stand von 1958 bis 1963 dem Männergesangverein Merkendorf 1866 e. V. vor, dessen Ehrenmitglied er war.
Seine große Liebe galt der Heimatpflege: So erforschte er die örtliche Heimatgeschichte, schrieb Artikel für die Heimatzeitung Altmühl-Bote in Gunzenhausen und veröffentlichte im Heft der Mittelfränkischen Heimatbogen den Artikel „Fahrt ins Merkendorfer Krautland“.
Candidus war von 1946 bis zu seiner Pensionierung Lehrer in Merkendorf. Er reiste in den Ferien mit seinem Wohnwagen durch ganz Europa, auch noch als er schon Pensionär war – letztmals mit 78 Jahren. 1984 zog er sich mit seiner Frau – die ihm zwei Jungen geboren hatte – in ein Bad Windsheimer Pflegeheim, wo er im Juli 1986 verstarb.
Fritz Candidus schrieb viele Gedichte, Lieder und ein Theaterstück über seine Heimatstadt Merkendorf.

## Werke
- Merkendorfer Heimatlied
- Merkendorfer Heimatgedicht
- Merkendorfer Krautlied[2]
- Merkendorfer Kraut (Theaterstück; Uraufführung beim Heimatabend in der TSV-Halle, 1951)[3]